# Minos 5
Minos 5 (Barrier Reef) est une série télévisée australienne en 39 épisodes de 30 minutes qui a été créée par John McCallum et Lee Robinson. Elle a été diffusée dans son pays d'origine entre le 5 février 1971 et le 2 mai 1972. Elle a cependant été diffusée avant cette date au Royaume-Uni et au Canada. C'est une série destinée à un auditoire familial.
Minos 5 a été produite par Fauna Productions, la même compagnie qui venant de terminer la production de Skippy le kangourou. D'ailleurs plusieurs des artisans de cette série ont aussi travaillé sur Minos 5. Comme pour Skippy, les producteurs ont utilisé un élément typiquement australien (un kangourou dans la première série, la Grande barrière de corail dans la seconde) dans le but de favoriser les ventes à l'étranger.
Au Québec, elle a été diffusée du 9 septembre 1970 au 26 mai 1971 à la Télévision de Radio-Canada, soit avant la diffusion dans son pays d'origine.

## Synopsis
Minos 5 relate les aventures d'une équipe de recherche scientifique et de sauvetage travaillant pour la General Trust Corporation, une grande société australienne. Le quartier général de l'équipe se situe à bord du trois-mâts goélette New Endeavour (L'Intrépide dans la version française), qui navigue au large des côtes du nord du Queensland. « Minos 5 » est le nom de l'équipement électronique ultra-moderne embarqué à bord et qui peut réaliser des analyses géologique détaillées du fond marin, ou découvrir des épaves cachées contenant des cargaisons de valeur par exemple.

## Distribution
- Joe James : Ted King
- George Assang (en) : Jack Meurauki
- Harold Hopkins : Steve Gabo
- Ken James (en) : Kip Young
- Rowena Wallace (en) : Tracey Deane (22 épisodes)
- Ihab Nafa : Dr Paul Hanna (17 épisodes)
- Elli Maclure : Diana Parker (12 épisodes)
- Susannah Brett : Elizabeth Grant (8 épisodes)

## Production

### Tournage
La série a été tournée en couleur, et entièrement en décors naturels au nord du Queensland et sur la Grande barrière de corail, sauf pour quelques scènes du premier épisode qui ont été tournées à Canberra. Il s'agit de la première série au monde à inclure plusieurs scènes sous-marines filmées en couleur sur place; aucun tournage n'a été réalisé en bassin. Le tournage a débuté le 15 septembre 1969.
Plusieurs équipements spécialisés ont été utilisés dans la série, dont un mini sous-marin à deux places, des scaphandres autonomes d'allure futuriste, des pistolets à sonar et des hors-bords pouvant atteindre 100 km/h.
Un couple d'experts en plongée sous-marine, Ron et Valerie Taylor (en), ont joué les scènes comportant des plongeurs sous l'eau, et Ron est crédité du titre de directeur de la photographie sous-marine. Quelques années plus tard, les deux tourneront des scènes sous-marines pour Les Dents de la mer.

### Diffusion internationale
La série a été vendue dans plus de 50 pays, dont le Royaume-Uni (BBC) les États-Unis (NBC), le Canada (Radio-Canada), le Japon, l'Amérique du Sud, l'Afrique du Sud et plusieurs pays d'Europe. La série a été présentée en rediffusion à plusieurs reprises dans les années 1970.
En Australie, la série a débuté en février 1971 sur la station ATV-0 à Melbourne, alors que la station Ten-10 à Sydney a décidé de retenir la diffusion jusqu'en septembre afin de profiter de bénéfices sur le contenu original australien par le régulateur de l'époque. Le mois suivant, ATV-0 cesse la diffusion, qui reprendra en septembre.

## Épisodes
1. Rendez-vous (Rendezvous)
2. Galion (Galleon)
3. Quelque chose commençant par M (Something Beginning with M)
4. Cargo étrange (Strange Cargo)
5. Le calice en étain (The Pewter Chalice)
6. Le canon de Nemora (The Cannon of Nemora)
7. Les pirates (The Pirates)
8. Vieil or (Old Gold)
9. Cale (Slipway)
10. Quand les gros poissons meurent (When Big Fish Die)
11. Les russes sont rouges (Russians Are Red)
12. Cyclone (Cyclone)
13. Assignment in Shute
14. Rien que la vérité (Thursday Girl)
15. Jeudi fille (Nothing But the Truth)
16. Mort blanche (White Death)
17. Un écho du passé (An Echo from the Past)
18. Une question d'argent (A Matter of Money)
19. Scotch sur les rochers (Scotch on the Rocks)
20. Que Dieu la bénisse (God Bless Her)
21. Laissons dormir des chiens (Let Sleeping Dogs Lie)
22. Fièvre de la mer (Sea Fever)
23. Appât à requin (Shark Bait)
24. Le trépied (The Tripod)
25. Glace à la noix de coco (Coconut Ice)
26. Moon Shot
27. Le poisson de pierre moucheté (The Speckled Stone Fish)
28. Le vieux skipper (The Old Skipper)
29. Vendu (Sell Out)
30. Diamant noir (Black Diamond)
31. Le tunnel (The Tunnel)
32. Sanctuary Cay
33. Le missile (The Missile)
34. Les Regrets de Sa Majesté (His Majesty Regrets)
35. Les voix dans les profondeurs (Voices in the Deep)
36. Progrès du pèlerin (Pilgrims Progress)
37. Huîtres ne jamais dire (Oysters Never Tell)
38. Cage à oiseaux (Bird Cage)
39. La barrière (The Fence)

Les réalisateurs ont été Paul Maxwell (un épisode), Peter Maxwell (29 épisodes), Brian Faull (3 épisodes), Lee Robinson (3 épisodes), Eric Fullilove (2 épisodes) et Neill Phillipson (un épisode).

## Accueil
Certains critiques n'ont pas été tendres envers la série, en particulier à propos des scripts. Dans le TV Week du 6 février 1971, Herb Martin a écrit : « l'argent aurait dû être consacré à engager un bon réviseur de scripts »,.